# Cricklewood Island
Cricklewood Island ist eine kleine Insel im Archipel der Südlichen Shetlandinseln. In der Gruppe der Aitcho-Inseln in der English Strait liegt sie nördlich von Emeline Island und südwestlich von Jorge Island. Gemeinsam mit Bath Island und Taunton Island bildet sie die Gruppe der Riksa-Inseln.
Das UK Antarctic Place-Names Committee benannte sie 2013. Namensgeber ist die Londoner Stadtbezirk Cricklewood, wo sich bis 1968 die Hauptabteilung des United Kingdom Hydrographic Office befand.